# Тихоокеанский дисковый скат
Тихоокеанский дисковый скат (лат. Platyrhinoidis triseriata) — вид скатов из одноимённого монотипического рода (Platyrhinoidis) семейства дисковых скатов. Это хрящевые рыбы, ведущие донный образ жизни, с крупными, уплощёнными грудными и брюшными плавниками в форме сердцевидного диска, длинным хвостом и двумя спинными плавниками. На спине имеется 3 ряда крупных колючек, загнутых крючком. Шипы у основания хвоста отсутствуют. Обитают в центрально-восточной части Тихого океана на глубине до 137 м. Максимальная зарегистрированная длина 91 см.
Тихоокеанские дисковые скаты размножаются яйцеживорождением, эмбрионы изначально питаются желтком. В помёте до 15 новорождённых. Беременность длится около года. Рацион состоит из донных беспозвоночных и мелких рыб. Они встречаются как поодиночке, так и группами. Не представляют интереса для коммерческого рыболовства.

## Таксономия
Впервые вид научно описан в 1880 году американскими ихтиологами Дэвидом Старром Джорданом и Чарльзом Генри Гилбертом. Учёные отнесли его к роду платирин. Видовое название происходит от слов лат. tres — «три» и лат. series — «серия»
 и связан с наличием трёх рядов шипов, покрывающих диск и хвост тихоокеанских дисковых скатов. Спустя год в том же журнале Самюэль Гарман отнёс новый вид к созданному роду тихоокеанских дисковых скатов. Голотип представляет собой взрослого самца, пойманного у побережья Санта-Барбары.
На основании морфологии и проведённого в 2004 филогенетического исследования был сделан вывод, что китайские дисковые скаты и тихоокеанские дисковые скаты формируют наиболее базальную кладу отряда хвостоколообразных и, таким образом, являются близкородственной группой по отношению ко всем остальным членам отряда.

## Ареал
Тихоокеанские дисковые скаты являются эндемиками северо-восточной части Тихого океана, они обитают от залива Томалес Бэй до Байя Магдалена, а также в Калифорнийском заливе существует ещё одна изолированная популяция. Эти скаты повсеместно распространены в прибрежных водах Калифорнии и Нижней Калифорнии, а к северу от Монтерея и в Калифорнийском заливе они встречаются реже. Эти донные рыбы держатся у берега обычно на глубине не более 6 м, хотя есть данные, что они могут опускаться до 137 м. Встречаются на песчаном и илистом дне в бухтах, топях, пляжах и лагунах, также их можно обнаружить в зарослях водорослей и на прилегающих к ним территориях.

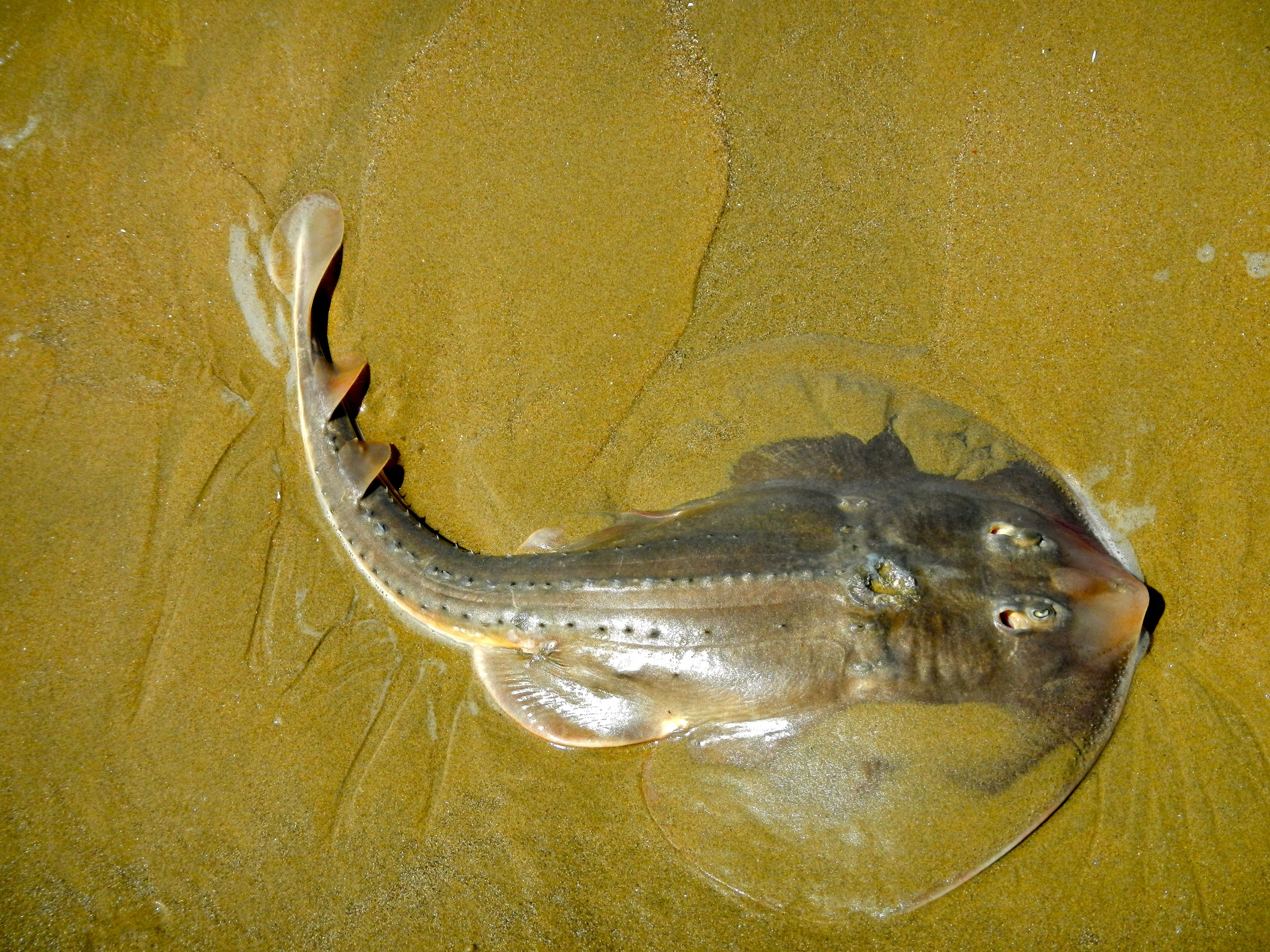
Тихоокеанских дисковых скатов легко отличить по трём рядам колючек, покрывающих диск и хвост.

## Описание
Максимальная зарегистрированная длина 91 см. У тихоокеанских дисковых скатов грудные плавники образуют диск в форме сердца, длина которого слегка превышает ширину. Передний край утолщён. Рыло широкое притуплённое, однако из диска выдаётся заострённый «носик». Маленькие глаза широко расставлены. Позади глаз расположены крупные брызгальца. Перед ноздрями имеется широкая кожаная складка. Ноздри удалены друг от друга. Широкий рот изогнут в виде арки. От углов рта к ноздрям пролегают складки, образующие трапециевидную область. Нижняя губа испещрена бороздками, которые охватывают углы рта. Низкие зубы бывают заострёнными и притуплёнными, на верхней челюсти имеется 68—82, а на нижней — 64—78 зубных ряда. На вентральной поверхности диска расположены 5 пар жаберных щелей.
Края брюшных плавников изогнуты. У самцов имеются длинные птеригоподии. Мощный хвост намного длиннее диска, имеются латеральные складки кожи. На хвосте расположены два спинных плавника, одинаковых по размеру и форме. Первый спинной плавник сдвинут ближе к хвостовому, чем к брюшным плавникам. Хвост оканчивается почти эллиптическим хвостовым плавником, лишённым нижней лопасти. Кожа покрыта крошечными чешуйками. Вдоль хребта расположены три ряда крупных колючек. Кроме того, на кончике рыла, вокруг глаз и на «плечах» также имеются группы колючек. Окраска верхней части тела коричневая, серо-коричневая или оливково-коричневая, нижняя сторона белая или кремовая. Кончик рыла и края диска полупрозрачные.

## Биология
Большую часть дня тихоокеанские дисковые скаты проводят на дне, зарывшись в осадки. Они встречаются поодиночке, небольшими группами или образуют сезонно крупные скопления в бухтах и затонах. Их рацион состоит из полихет, ракообразных, включая крабов, креветок и равноногих, кальмаров и небольших костистых рыб (анчоусов, сардин, бычков, песчанок и эмбиотковых). Тихоокеанские дисковые скаты обнаруживают добычу с помощью электрорецепторов, которые наиболее чувствительны к электрическому полю частотой 5—15 Гц. Сами скаты могут стать добычей акул и северных морских слонов. На них паразитируют ленточные черви Echinobothrium californiense и нематоды Proleptus acutus.

### Размножение
Это яйцеживородящий вид, эмбрионы питаются желтком. Спаривание происходит поздним летом. Самки приносят потомство круглый год, пик приходится на август. В помёте от 1 до 15 новорождённых длиной около 11 см. Самцы и самки достигают половой зрелости при длине 37 и 48 см, соответственно.

## Взаимодействие с человеком
К этим робким и безвредным рыбам легко подплыть под водой, они подходят для содержания в публичных аквариумах. Не представляют интереса для коммерческого рыболовства. Иногда они попадаются в качестве прилова при промышленном промысле. У побережья США эти скаты, в целом, находятся в безопасности, однако небольшая популяция, обитающая в водах Мексики, возможно, страдает от прилова. Международный союз охраны природы присвоил этому виду статус «Вызывающий наименьшие опасения».